# 100 Days to Heaven
100 Days to Heaven é uma telenovela filipina exibida em 2011 pela ABS-CBN. Foi protagonizada por Coney Reyes e Jodi Sta. Maria com atuação antagônica de Joel Torre.

## Elenco
- Connie Reyes - Anna Manalastas
- Jodi Sta. Maria - Tricia Manalastas
- Joel Torre - Andres Delgado
- Dominic Ochoa - Bobby Ramirez
- Smokey Manaloto - Bruce Lim
- Valerie Concepcion - Miranda Ramirez
- Rafael Rosell - Bartolome "Bart" Ramirez Jr.
- Jewel Mische - Jessica Cruz
- Emmanuelle Vera - Yanie Ramirez
- Neil Coleta - Jopet Lim
- Louise Abuel - Kevin Delgado
- Mark Gil - Norman Manalastas
- Shaina Magdayao - Teen Anna Manalastas
- Felix Roco - Teen Rene Mosqueda
- Pokwang - Digna Amparo
- Melai Cantiveros - Girlie
- Jason Abalos - Brando Rivero
- Vice Ganda - August
- Chinggoy Alonzo - Mr. Villanueva
- Empress Schuck - Gina Bernardo
- Kim Chiu - Julia Mariano
- Ron Morales - Baldo Enriquez

## Prêmios e indicações
| Ano  | Prêmio                               | Categoria                                   | Indicação                    | Resultado |
| 2011 | ASAP Pop Viewer's Choice             | Melhor telenovela                           | Todo o elenco                | Venceu    |
| 2011 | ASAP Pop Viewer's Choice             | Melhor personagem de televisão              | Coney Reyes e Xyriel Manabat | Indicado  |
| 2011 | Golden Screen TV Awards              | Melhor drama original                       | Todo o elenco                | Indicado  |
| 2011 | Golden Screen TV Awards              | Melhor performance de uma atriz em um drama | Xyriel Manabat               | Indicado  |
| 2012 | 8th USTv Student's Choice Awards     | Melhor atriz de uma telenovela              | Xyriel Manabat               | Venceu    |
| 2012 | 8th USTv Student's Choice Awards     | Melhor atriz de uma telenovela              | Jodi Sta. Maria              | Venceu    |
| 2012 | 8th USTv Student's Choice Awards     | Melhor telenovela                           | Todo o elenco                | Venceu    |
| 2012 | 10th Gawad TANGLAW for Television    | Melhor performance de uma atriz             | Xyriel Manabat               | Venceu    |
| 2012 | 10th Gawad TANGLAW for Television    | Melhor drama                                | Todo o elenco                | Venceu    |
| 2012 | 26th PMPC Star Awards For Television | Melhor performance infantil                 | Xyriel Manabat               | Venceu    |